# Sauerstoffsensor
Ein Sauerstoffsensor ist ein Gerät zur Ermittlung von Konzentrationen von gasförmigem oder gelöstem Sauerstoff O2. Zu den wichtigsten Einsatzbereichen gehören Sauerstoffsensoren für die Bestimmung in Atemluft, aber auch die Kontrolle der Vorgänge in Kläranlagen oder bei der Kraftstoffverbrennung in Motoren.
Die Bestimmung von Sauerstoffkonzentrationen wird auch Oximetrie genannt. Ein Sauerstoffsensor ist also ein Gerät zur automatischen und oft auch kontinuierlichen Oximetrie.
Im Blut kann Sauerstoff zwar wie in Wasser als gelöstes O2 auftreten, es wird aber auch an Hämoglobin gebunden und in dieser gebundenen Form vom Blut transportiert. Bei der Pulsoximetrie wird der Anteil des Hämoglobins gemessen, der mit O2 beladen ist, wobei die unterschiedliche Färbung der verschiedenen Hämoglobinformen ausgenutzt wird.

## Funktionsprinzipien
Es gibt mehrere Funktionsprinzipien, die für Sauerstoffsensoren verwendet werden.
Besonders wichtig sind
- amperometrische Sensoren, also die Messung einer Stromstärke einer galvanischen Zelle, wobei Sauerstoff an einer Kathode umgesetzt wird und dadurch zu einem Strom führt.
  - mit festem Elektrolyten, siehe galvanischer Sauerstoffsensor.
  - mit flüssigem Elektrolyten, siehe Clark-Sensor.
- Widerstandssensoren, bei denen sich ein elektrischer Widerstand, zum Beispiel eines Halbleiteroxides, ändert
- Paramagnetische Sensoren: Sauerstoff ist ein paramagnetisches Gas (siehe Magnetische Suszeptibilität). Es kann sich in einem Magnetfeld ausrichten und wird dann von einem ausreichend starken Magneten angezogen. Der Effekt ist von der Sauerstoffkonzentration abhängig und verschwindet bei höheren Temperaturen.
- optische Sensoren:
  - Absorptionssensoren, die die Lichtabsorption durch Sauerstoff benutzen, bevorzugt bei 760 nm.
  - Optische Sensoren, die die Fluoreszenz nutzen, die durch Sauerstoff gelöscht werden kann (Fluoreszenzquencher)

## Clark-Sensoren
Der Clark-Sensor wurde vom amerikanischen Biochemiker Leland C. Clark 1954 entwickelt und gehört damit zu den ältesten Sauerstoffsensoren. Ursprünglich war er insbesondere dazu gedacht, den Blutsauerstoffgehalt zu messen, doch dieser Art von Sauerstoffsensoren kann zur Bestimmung von Sauerstoff in vielen verschiedenen Lösungen, zum Beispiel Aquarienwasser oder auch Abwasser, genutzt werden. Typisch für diesen Sensortyp ist die Membran, die die Messzelle vom zu untersuchenden Messwasser trennt. Ursprünglich hatte Clark eine Platinkathode und eine Silberanode in chloridhaltiger Lösung verwendet, wobei die Reaktion zu Silberchlorid führt. Eine wichtige Variante verwendet einen alkalischen Elektrolyten und eine Bleianode (Gesamtreaktion: 2 Pb + O2 → 2 PbO).

## Nernstsonde/Lambdasonde

Planare Nernstzelle/Lambdasonde, schematisch

Die Lambdasonde dient zur Bestimmung des Restsauerstoffs in Abgasen (häufig Motorenabgasen) so wie zur Kontrolle und Optimierung von Verbrennungsprozessen beziehungsweise deren Wirkungsgrad. Neben den Fahrzeugmotoren sind generell auch andere Verbrennungsprozesse z. B. in Müllverbrennung, Kohlekraftwerken aber auch Stahlhütten Einsatzort solcher Sensoren. Viele Lambdasonden sind als Nernstsonden aufgebaut und nutzen als Membran einen festen, keramischen, Sauerstoffionen leitenden Elektrolyten (meist aus Zirconiumoxid), wobei an der Membran eine Spannung entsteht, die in Abhängigkeit zum Unterschied des Sauerstoffgehalts der Gase auf beiden Seiten (Abgas/Luft) steht, der gemessen wird.

## Paramagnetische Sensoren
Der Sensor basiert auf der paramagnetischen Eigenschaft von Sauerstoff, wodurch sich Sauerstoff in einem Magnetfeld anziehen bzw. beschleunigen lässt. Bei höheren Temperaturen (≈ 300 °C) verliert Sauerstoff seine paramagnetischen Eigenschaften.
Im Sensor kommt es zu einer sich einstellenden Gaszirkulation, bei der das Gas durch einen Heizdraht (300 °C) aufgeheizt und an den Wänden wieder abgekühlt wird. Bei Anwesenheit von Sauerstoff werden die O2-Moleküle durch den Magneten zum Heizdraht hin beschleunigt, wo sie ihre magnetische Eigenschaft verlieren. So entsteht eine zusätzliche Strömung, deren Intensität vom Sauerstoffgehalt abhängt. Die Strömung kühlt den Heizdraht zusätzlich ab, was zu einer Widerstandsänderung führt, die mit Hilfe einer Brückenschaltung erfasst werden kann.

## Widerstandssonde
Das Sensorelement einer Widerstandssonde besteht aus einer halbleitenden Titandioxidkeramik. Die Ladungsträger werden durch Sauerstofffehlstellen, die als Donatoren wirken, zur Verfügung gestellt. Bei umgebendem Sauerstoff werden die Fehlstellen besetzt und reduzieren die Zahl der freien Ladungsträger. Die Sauerstoffionen tragen hier nicht wesentlich zur Leitfähigkeit bei, jedoch reduziert der Sauerstoff die Zahl der freien Ladungsträger. Bei hoher Sauerstoffkonzentration hat das Sensormaterial einen großen Widerstand.
Die elektrische Leitfähigkeit σ im Arbeitsbereich wird beschrieben durch eine Arrhenius-Gleichung mit einer Aktivierungsenergie EA:
{\displaystyle \sigma =A\cdot e^{-{\frac {E_{A}}{k\cdot T}}}\cdot p(O)^{-1/4}}
Das Signal wird durch einen Spannungsteiler mit einem festen Widerstand erzeugt.

## Optische Sensoren
Ein optischer Sensor für Sauerstoff (O2) (auch Sauerstoff-Optrode genannt) detektiert unter Verwendung eines chemischen Energiewandlers die Sauerstoffkonzentration in Flüssigkeiten oder Gasen.
Ein optischer O2-Sensor besteht aus einer inerten Polymermatrix mit eingebetteten Fluoreszenzfarbstoffmolekülen (Fluorophor), die mit Sauerstoff reagieren können, einer Lichtquelle wie z. B. einer Diode zur Anregung des Farbstoffs und einem Detektor zur Messung des emittierten Lichts z. B. einer Photodiode mit Filter.
Ist kein O2 in der Probe vorhanden, absorbiert der Fluoreszenzfarbstoff das Anregungslicht, steigt auf ein höheres Energieniveau und emittiert beim Absinken auf das ursprüngliche Niveau zeitverzögert Licht einer längeren Wellenlänge (energieärmer), welches vom Detektor erfasst wird.
Ist O2 in der Probe vorhanden, wird ein Teil der Energie auf Sauerstoffmoleküle übertragen und weniger Licht emittiert (Quenching-Effekt). Je mehr O2 in der Probe vorhanden ist, desto weniger Licht gelangt zum Detektor.
Bei geeigneter Wahl von Luminophor und Wellenlänge des anregenden Lichtes ist sowohl die Intensität als auch das zeitliche Abklingverhalten der Lumineszenzstrahlung abhängig vom Sauerstoffpartialdruck in der Probe.
Durch die Wahl der verschiedener Polymermatrizes und unterschiedlicher Fluoreszenzfarbstoffe lassen sich die Sensoreigenschaften hinsichtlich der Empfindlichkeit in bestimmten Messbereichen beeinflussen.
Im Vergleich zu den amperometrischen Sauerstoffsensoren bieten optische Sauerstoffsensoren einige Vorteile:
Sauerstoffoptroden verbrauchen während der Messung keinen Sauerstoff und beeinflussen somit insbesondere bei geringen Sauerstoffkonzentrationen die Messung nicht. Während bei amperometrischen Sauerstoffsensoren regelmäßig die Membran, der Elektrolyt und die Elektroden zur Beibehaltung der Funktion ausgetauscht werden müssen, sind die optischen Sensoren besonders wartungsarm. Außerdem ermöglichen sie eine kontaktfreie Messung durch eine transparente Gefäßwandung hindurch, was Anwendungen, in denen Kontaminationen vermieden werden müssen, erleichtert.

## Anwendung
In der Medizin und der klinischen Forschung ist die Bestimmung der Sauerstoffkonzentration im Gewebe wichtig. Die ältesten Sensoren waren polarographische Nadelsysteme, Eppendorf genannt. Später wurden andere Sensoren entwickelt, die auf den Prinzipien Fluoreszenz-Quentching, Phosphoreszenz-Quentching, Nah-Infrarot-Absorption und Magnetresonanz beruhen.
Um Sauerstoffmessungen ohne Nadel durchführen zu können, wurden perkutane Messsysteme (Englisch: Transcutaneous oxygen monitoring, TcOM) entwickelt. Diese beruhen auf dem Prinzip der Polarographie. Einsatzgebiete sind zum Beispiel periphere Durchblutungsstörungen, bei denen über eine Amputation entschieden werden muss. Auch bei der Intensivüberwachung Neugeborener, insbesondere nach Frühgeburten, hat die perkutane Sauerstoffmessung eine große Bedeutung.